# (3589) Loyola
(3589) Loyola (1984 AB1) – planetoida z pasa głównego asteroid okrążająca Słońce w ciągu 3,37 lat w średniej odległości 2,24 j.a. Odkrył ją Joe Wagner 8 stycznia 1984 roku.